# General Luna (Surigao del Norte)
General Luna is een gemeente in de Filipijnse provincie Surigao del Norte op het eiland Siargao. Bij de laatste census in 2007 had de gemeente ruim 13 duizend inwoners.

## Geografie

### Bestuurlijke indeling
General Luna is onderverdeeld in de volgende 19 barangays:
| - Anajawan - Cabitoonan - Catangnan - Consuelo - Corazon - Daku - La Januza - Libertad - Magsaysay - Malinao | - Poblacion I - Poblacion II - Poblacion III - Poblacion IV - Poblacion V - Santa Cruz - Santa Fe - Suyangan - Tawin-tawin |

## Demografie
General Luna had bij de census van 2007 een inwoneraantal van 13.385 mensen. Dit zijn 1.038 mensen (8,4%) meer dan bij de vorige census van 2000. De gemiddelde jaarlijkse groei komt daarmee uit op 1,12%, hetgeen lager is dan het landelijk jaarlijks gemiddelde over deze periode (2,04%). Vergeleken met de census van 1995 is het aantal mensen met 831 (6,6%) toegenomen.

De bevolkingsdichtheid van General Luna was ten tijde van de laatste census, met 13.385 inwoners op 41,3 km², 304 mensen per km².